# Liste der denkmalgeschützten Objekte in Ľubica
Die Liste der denkmalgeschützten Objekte in Ľubica enthält die zwölf nach slowakischen Denkmalschutzvorschriften geschützten Objekte in der Gemeinde Ľubica im Okres Kežmarok.

## Denkmäler
| Foto |                 | Denkmal / č. ÚZPF                             | Standort / Konskr. Nr.                                          | Offizielle Beschreibung                               | Beschreibung                                               | Metadaten                                                                |
| ---- | --------------- | --------------------------------------------- | --------------------------------------------------------------- | ----------------------------------------------------- | ---------------------------------------------------------- | ------------------------------------------------------------------------ |
| BW   | Datei hochladen | Pfarrhof(sk) ObjektID: 703-903/0              | Povstalecká ul. 51 Standort KG: Ľubica Konskr.Nr.: 289          | r.k.; Bývalá r.k.fara                                 | ehemaliges römisch-katholisches Pfarrhaus                  | č. NKP: 703-903/0 Stand des NKP: 2012-02-08 Name: FARA                   |
| ja   | Datei hochladen | Kirche(sk) ObjektID: 703-905/0                | Povstalecká ul. 53 Standort KG: Ľubica Konskr.Nr.: 1257         | r.k.Nanebovzatia P.M.; farský kostol Nanebovzatia P.M | römisch-katholische Pfarrkirche Mariä Himmelfahrt          | č. NKP: 703-905/0 Stand des NKP: 2012-02-08 Name: KOSTOL                 |
| ja   | Datei hochladen | Statue auf Säule(sk) ObjektID: 703-1259/0     | Svobodu L.arm.gen. ul. 0 Standort KG: Ľubica Konskr.Nr.:        | Panna Mária-Immaculata                                | Unbefleckte Jungfrau Maria                                 | č. NKP: 703-1259/0 Stand des NKP: 2012-02-08 Name: SOCHA NA STĹPE        |
| BW   | Datei hochladen | Gasthaus(sk) ObjektID: 703-4788/0             | Svobodu L.arm.gen. ul. 80 Standort KG: Ľubica Konskr.Nr.: 115   | radový; Čierny Orol                                   | Reihenhaus, Schwarzer Adler                                | č. NKP: 703-4788/0 Stand des NKP: 2012-02-08 Name: HOSTINEC              |
| BW   | Datei hochladen | Bürgerhaus(sk) ObjektID: 703-4789/0           | Svobodu L.arm.gen. ul. 82 Standort KG: Ľubica Konskr.Nr.: 115   |                                                       |                                                            | č. NKP: 703-4789/0 Stand des NKP: 2012-02-08 Name: DOM MEŠTIANSKY        |
| ja   | Datei hochladen | Kirche(sk) ObjektID: 703-904/0                | Svobodu L.arm.gen. ul. 113 Standort KG: Ľubica Konskr.Nr.: 1387 | ev.a.v.                                               | evangelische Kirche                                        | č. NKP: 703-904/0 Stand des NKP: 2012-02-08 Name: KOSTOL                 |
| BW   | Datei hochladen | Bürgerhaus Gedenkhaus(sk) ObjektID: 703-900/1 | Svobodu L.arm.gen. ul. 127 Standort KG: Ľubica Konskr.Nr.: 248  | Lukáč Anton; 1904-1936,interbrigadista                | für Anton Lukáč, Interbrigadist                            | č. NKP: 703-900/1 Stand des NKP: 2012-02-08 Name: DOM MEŠTIANSKY PAMÄTNÝ |
| BW   | Datei hochladen | Gedenktafel(sk) ObjektID: 703-900/2           | Svobodu L.arm.gen. ul. 127 Standort KG: Ľubica Konskr.Nr.: 248  | Lukáč Anton; 1904-1936,interbrigadista                | für Anton Lukáč, Interbrigadist                            | č. NKP: 703-900/2 Stand des NKP: 2012-02-08 Name: TABUĽA PAMÄTNÁ         |
| BW   | Datei hochladen | Denkmal(sk) ObjektID: 703-1409/0              | Športová ul. Standort KG: Ľubica Konskr.Nr.:                    | padlí v I.+II.sv.v.                                   | für die Opfer der WK I + II                                | č. NKP: 703-1409/0 Stand des NKP: 2012-02-08 Name: POMNÍK                |
| BW   | Datei hochladen | Bürgerhaus(sk) ObjektID: 703-901/0            | Športová ul. 21 Standort KG: Ľubica Konskr.Nr.:                 | radový,dvojdom                                        | Reihenhaus, Doppelhaus                                     | č. NKP: 703-901/0 Stand des NKP: 2012-02-08 Name: DOM MEŠTIANSKY         |
| BW   | Datei hochladen | Handwerkerhaus(sk) ObjektID: 703-902/0        | Športová ul. 38 Standort KG: Ľubica Konskr.Nr.: 357             | radový; Dom s mäsiarskym erbom                        | Reihenhaus, Haus mit einem Fleischerwappen                 | č. NKP: 703-902/0 Stand des NKP: 2012-02-08 Name: DOM REMESELNÍCKY       |
| ja   | Datei hochladen | Kirche(sk) ObjektID: 703-906/0                | Úzka ul. 12 Standort KG: Ľubica Konskr.Nr.: 1328                | r.k.sv.Ducha; špitálsky kostol                        | römisch-katholische Heilig-Geist-Kirche, Krankenhauskirche | č. NKP: 703-906/0 Stand des NKP: 2012-02-08 Name: KOSTOL                 |

## Legende
Die Tabelle enthält im Einzelnen folgende Informationen:
| Foto:                    | Fotografie des Denkmals. |
| Denkmal / č. ÚZPF:       | Die Übersetzung der Bezeichnung des Denkmals, wie sie vom Slowakischen Denkmalamt (Pamiatkový úrad Slovenskej republiky) verwendet wird. Die Originalbezeichnung ist unter dem Fragezeichen angegeben. Fehlt die Übersetzung, so wird die Originalbezeichnung direkt angezeigt. Weiters ist die Objekt-Identifikationsnummer (Objekt ID) angeführt. Sie ist die offizielle, in der Slowakei eindeutige Nummer č. ÚZPF inklusive der zugehörigen Zählnummer, wie sie in den Daten des Denkmalamtes angegeben wird. Da diese nur innerhalb eines Landkreises gezählt wird, ist dessen Nummer der Denkmalnummer vorangestellt. |
| Standort:                | Wenn in der Liste vorhanden, ist die Adresse angegeben. In Klammern kann sich noch eine zusätzliche Adresse befinden, wenn es beispielsweise ein Eckhaus ist. Bei freistehenden Objekten ohne Adresse (zum Beispiel bei Bildstöcken) ist eine Adresse angegeben, die in der Nähe des Objekts liegt. Durch Aufruf des Links Standort wird die Lage des Denkmals in verschiedenen Kartenprojekten angezeigt. Darunter sind die Katastralgemeinde (KG) und, wenn vorhanden, die Konskriptionsnummer (Konskr. Nr.) angegeben.                                                                                                   |
| Offizielle Beschreibung: | Es ist die Kurzbeschreibung auf Slowakisch, wie sie in den offiziellen Listen angegeben ist, eingetragen. |
| Beschreibung:            | Kurze Angaben zum Denkmal auf Deutsch. |
| Metadaten:               | Zusätzlich werden, wenn in den persönlichen Einstellungen das Helferlein Dauerhaftes Einblenden von Metadaten aktiviert ist, ebensolche angezeigt. |

- Karte mit allen Koordinaten:
- OSM |
- WikiMap